# Holm O. Bursum

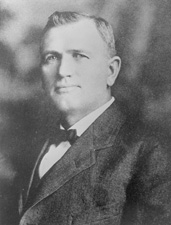
Holm O. Bursum

Holm Olaf Bursum, född 10 februari 1867 i Fort Dodge, Iowa, död 7 augusti 1953 i Colorado Springs, Colorado, var en amerikansk republikansk politiker. Han representerade delstaten New Mexico i USA:s senat 1921–1925. Han var av norsk härkomst.
Bursum flyttade 1881 till New Mexico-territoriet. Han var ledamot av territoriets senat 1899–1900.
Senator Albert B. Fall avgick 1921 för att tillträda som USA:s inrikesminister. Bursum blev utnämnd till senaten och vann fyllnadsvalet senare samma år. Han kandiderade 1924 till omval men förlorade mot demokraten Sam G. Bratton.
Bursums grav finns på begravningsplatsen Socorro Protestant Cemetery i Socorro, New Mexico.